# 阔叶桉
阔叶桉（学名：Eucalyptus platyphylla）为桃金娘科桉属下的一个种。

## 扩展阅读
- 維基物種上的相關：阔叶桉